# جو مشتری

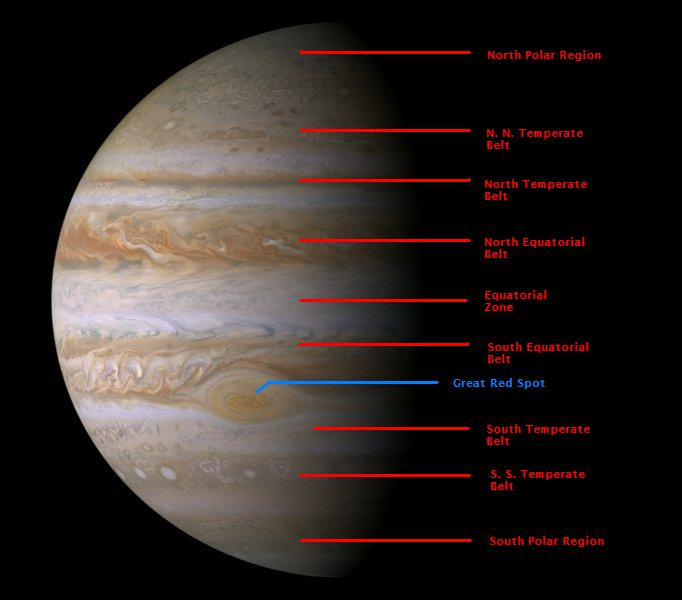
نقشهٔ جو مشتری

جوّ مشتری بزرگترین جو سیاره ای در منظومه شمسی است. جو مشتری عمدتاً از هیدروژن مولکولی و هلیوم در نسبت‌های تقریباً خورشیدی تشکیل شده‌است. سایر ترکیبات شیمیایی فقط در مقادیر کم وجود دارند و شامل متان، آمونیاک، سولفید هیدروژن و آب می‌باشند. اگرچه تصور می‌شود که آب در اعماق اتمسفر مشتری قرار دارد، غلظت اندازه‌گیری شده آن بسیار کم است. فراوانی نیتروژن، گوگرد و گازهای نجیب در جو مشتری به شکل ارزش نسبی سه برابر بیشتر از خورشید است.
جو مشتری فاقد حد و مرز درونی (زیرین) مشخص است و به تدریج به درون مایع سیاره منتقل می‌شود. تروپوسفر، استراتوسفر، ترموسفر و اگزوسفر از پایین‌ترین به بالاترین لایه‌های جوی مشتری هستند. هر لایه دارای شیب دمایی مشخصی است. پایین‌ترین لایه، تروپوسفر، دارای سیستم پیچیده‌ای از ابرها و مه است که شامل لایه‌هایی از آمونیاک، هیدروسولفید آمونیوم و آب است.

## ترکیب شیمیایی
| فراوانی عناصر در خورشید مشتری | فراوانی عناصر در خورشید مشتری | فراوانی عناصر در خورشید مشتری             | فراوانی عناصر در خورشید مشتری |
| ----------------------------- | ----------------------------- | ----------------------------------------- | ----------------------------- |
| عنصر                          | خورشید                        | مشتری/خورشید                              |                               |
| He/H                          | ۰٫۰۹۷۵                        | ۰٫۸۰۷ ± ۰٫۰۲                              |                               |
| Ne/H                          | 1.23 × ۱۰−۴                   | ۰٫۱۰ ± ۰٫۰۱                               |                               |
| Ar/H                          | 3.62 × ۱۰−۶                   | ۲٫۵ ± ۰٫۵                                 |                               |
| Kr/H                          | 1.61 × ۱۰−۹                   | ۲٫۷ ± ۰٫۵                                 |                               |
| Xe/H                          | 1.68 × ۱۰−۱۰                  | ۲٫۶ ± ۰٫۵                                 |                               |
| C/H                           | 3.62 × ۱۰−۴                   | ۲٫۹ ± ۰٫۵                                 |                               |
| نیتروژن/H                     | 1.12 × ۱۰−۴                   | ۳٫۶ ± 0.5 (8 bar) ۳٫۲ ± 1.4 (9–12 bar)    |                               |
| اکسیژن/H                      | 8.51 × ۱۰−۴                   | ۰٫۰۳۳ ± 0.015 (12 bar) 0.19–0.58 (19 bar) |                               |
| فسفر/H                        | 3.73 × ۱۰−۷                   | ۰٫۸۲                                      |                               |
| گوگرد/H                       | 1.62 × ۱۰−۴۵                  | ۲٫۵ ± ۰٫۱۵                                |                               |

| نسبت ایزوتوپ‌ها در مشتری و خورشید | نسبت ایزوتوپ‌ها در مشتری و خورشید | نسبت ایزوتوپ‌ها در مشتری و خورشید | نسبت ایزوتوپ‌ها در مشتری و خورشید |
| -------------------------------- | -------------------------------- | -------------------------------- | -------------------------------- |
| نسبت                             | خورشید                           | مشتری                            |                                  |
| 13C/12C                          | ۰٫۱۱                             | ۰٫۰۱۰۸ ± ۰٫۰۰۰۵                  |                                  |
| 15N/14N                          | <2.8 × ۱۰−۳                      | ۲٫۳ ± 0.3 × ۱۰−۳ (0.08–2.8 bar)  |                                  |
| 36Ar/38Ar                        | ۵٫۷۷ ± ۰٫۰۸                      | ۵٫۶ ± ۰٫۲۵                       |                                  |
| 20Ne/22Ne                        | ۱۳٫۸۱ ± ۰٫۰۸                     | ۱۳ ± ۲                           |                                  |
| 3He/4He                          | ۱٫۵ ± 0.3 × ۱۰−۴                 | ۱٫۶۶ ± 0.05 × ۱۰−۴               |                                  |
| D/H                              | ۳٫۰ ± 0.17 × ۱۰−۵                | ۲٫۲۵ ± 0.35 × ۱۰−۵               |                                  |